# رعد حمودي
رعد حمودي العارضي رئيس اللجنة الأولمبية العراقية منذ الرابع من نيسان/ إبريل 2009 بعد أن كان يشغل رئاسة للهيئة الإدارية لنادي الشرطة  هو حارس المرمى السابق لمنتخب العراق لكرة القدم يعتبره أغلب النقاد في العراق أفضل حارس مرمى بتاريخ الكرة العراقية  ، هو من موليد 1954، كان رعد حمودي أول قائد لمنتخب العراق في نهائيات كأس العالم بالمكسيك عام 86 التي بلغها العراق لأول مرة، لعب أساسيا لسنوات عديدة امتدت من عام 1976 إلى عام 87 حيث لعب 137 مباراة دولية كانت الأولى أمام تركيا في ملعب الشعب الدولي في بغداد والأخيرة أمام منتخب الكويت لكرة القدم في الكويت عام 87 . ابتعد عن العراق في 1989 لمدة 9 سنوات واستقر في الأردن  وعاد بعد حرب العراق 2003 . اشتهر على صعيد الرياضة الخليجية منذ مشاركته الأولى في كأس الخليج 1976 وشارك في ثـلاثة دورات لبطولة كأس الخليج وتم اختياره كأفضل حارس مرمى في كأس الخليج العربي لكرة القدم 1979. عمل حمودي أثناء غيابه عن العراق في مجال التجارة الحرة في الأردن ولم يصرح قط عن تفاصيل الأسباب التي دفعته إلى مغادرة العراق مكتفيا بالقول «إن الأجواء لم تكن مهيأة للبقاء هناك».

## روابط خارجية
- رعد حمودي على موقع الاتحاد الدولي (مؤرشف)  (الإنجليزية)
- رعد حمودي على موقع قاعدة بيانات كرة القدم.إي يو (الإنجليزية)
- رعد حمودي على موقع ناشيونال فوتبول تيمز (الإنجليزية)
- رعد حمودي على موقع Soccerway.com (الإنجليزية)
- رعد حمودي على موقع عالم كرة القدم.نت (الإنجليزية)
- رعد حمودي على موقع أوليمبيديا (الإنجليزية)